# Ohiowa (Nebraska)
Ohiowa je selo u američkoj saveznoj državi Nebraska. Prema popisu stanovništva iz 2010. u njemu je živjelo 115 stanovnika.